# Alpina Bad Homburg
Die Alpina Bad Homburg GmbH war eine zur damaligen Veolia-Verkehr-Gruppe (heutige Transdev GmbH) gehörende lokale Verkehrsgesellschaft mit Sitz in Bad Homburg vor der Höhe. Eine Niederlassung mit Leitstelle, Werkstatt und Verwaltung befand sich in Frankfurt-Seckbach.
Zum 14. Mai 2009 wurde Alpina Bad Homburg GmbH mit Alpina Rhein-Main Co. & KG verschmolzen zur neuen Firma Veolia Verkehr Rhein-Main GmbH. Deren Nachfolger Transdev Rhein-Main GmbH betreibt unter dem Markennamen Alpina Buslinien in mehreren Städten der Region Frankfurt am Main, darunter seit 2016 den Stadtverkehr in Bad Homburg.